# Xylocopa ruficeps
Xylocopa ruficeps är en biart som beskrevs av Heinrich Friese 1910. Xylocopa ruficeps ingår i släktet snickarbin, och familjen långtungebin. Inga underarter finns listade i Catalogue of Life.